# Dorfold Hall
Dorfold Hall est un manoir jacobéen à Acton, Cheshire, Angleterre, considéré par Nikolaus Pevsner comme l'une des deux plus belles maisons jacobines du comté. Les propriétaires actuels sont les Roundell.

## Histoire

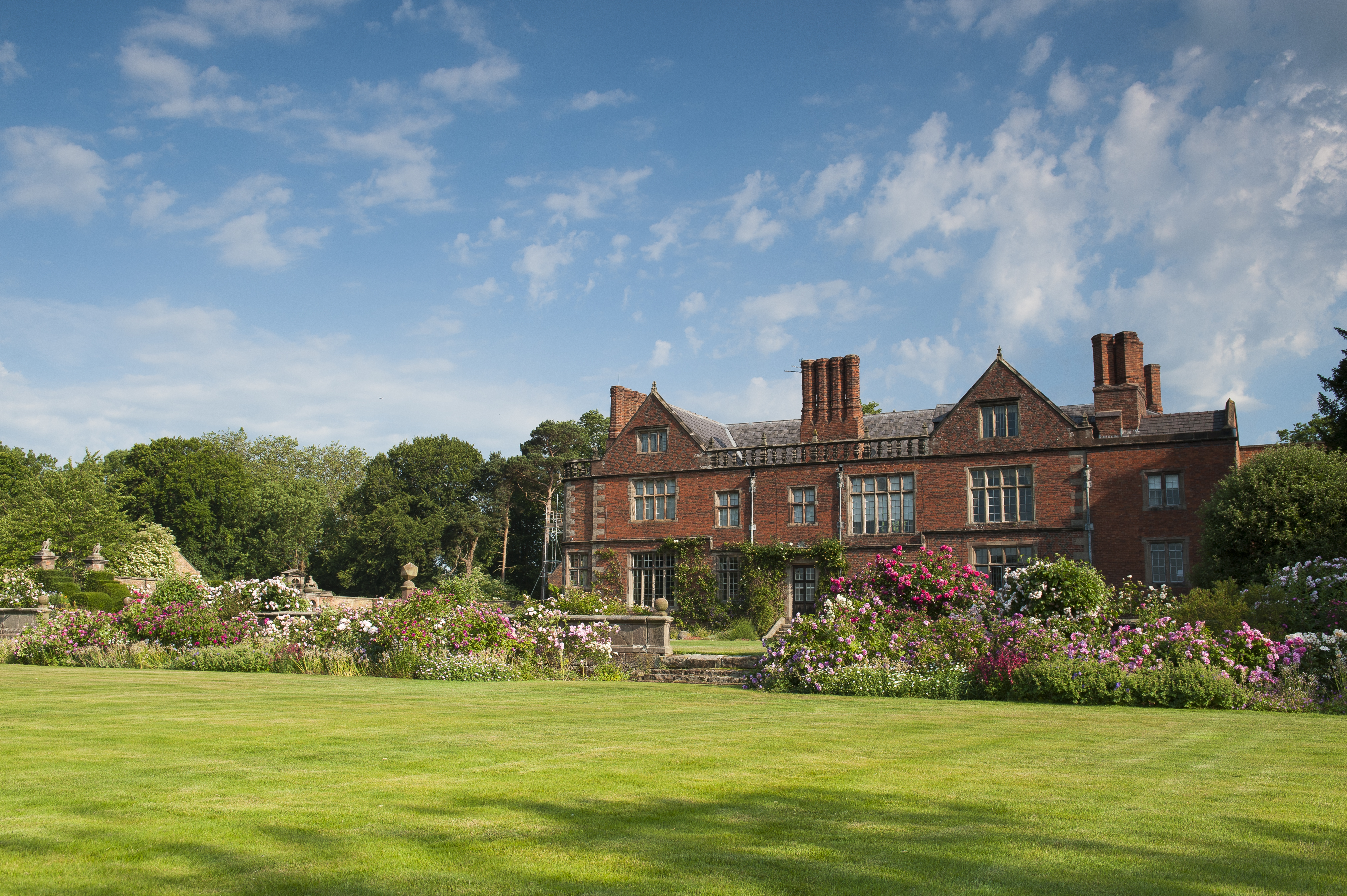
Façade arrière

Dorfold ou Deofold signifie « enclos à bétail » ou « parc à daims ». Le domaine n'apparaît pas dans le Domesday Book, mais selon certaines sources Edwin de Mercie, frère aîné du comte Morcar et beau-frère d'Harold II, y possédait un manoir avant la Conquête,. Un manoir à Dorfold est enregistré sous le règne d'Henri III (1216-1272); les premiers propriétaires fonciers sont les familles Wettenhall, Arderne, Davenport, Stanley et Bromley.
Le domaine est acheté en 1602 par Sir Roger Wilbraham (en), un éminent avocat qui est solliciteur général de l'Irlande sous Élisabeth Ire et occupe des postes à la cour sous Jacques Ier. Dorfold Hall est construit en 1616-1621 pour son jeune frère et héritier, Ralph Wilbraham, sur le site de l'ancien manoir. En 1754, le domaine est vendu à l'avocat de Nantwich James Tomkinson, originaire de Bostock.

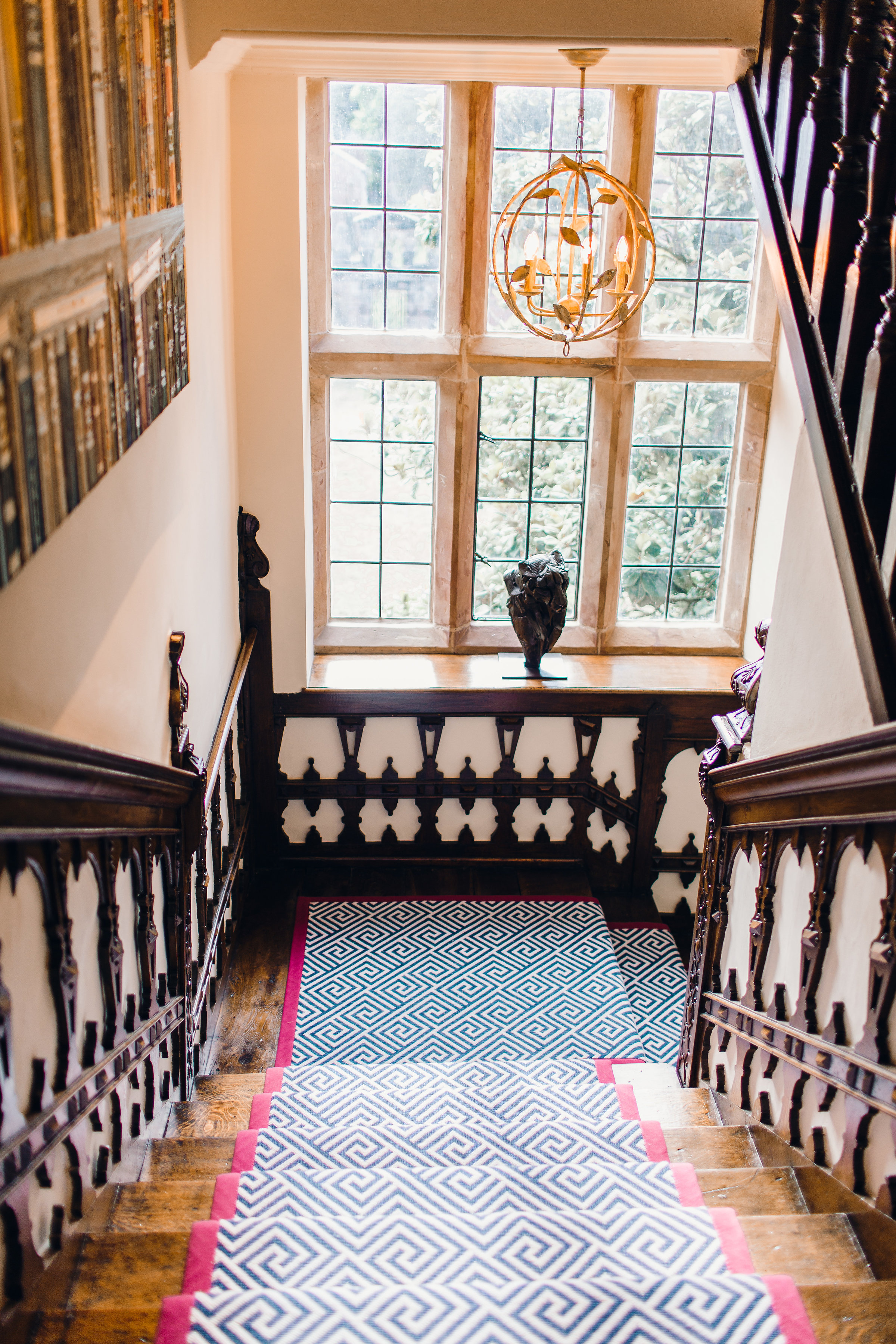
L'escalier jacobéen

Il emploie Samuel Wyatt pour modifier certaines des pièces du rez-de-chaussée de la maison. Le domaine Dorfold passe aux descendants de la famille Wilbraham en 1861 par l'héritage d'Anne Tollemache, l'épouse de Wilbraham Spencer Tollemache, qui est haut shérif du Cheshire en 1865,. Les terrains sont remodelés en 1861–1862, avec la construction de plusieurs bâtiments, dont le pavillon de la porte. En août 1896, la salle reçoit la visite royale de la princesse Louise.
Pendant la Seconde Guerre mondiale, des réfugiés, principalement de Liverpool, sont hébergés au manoir jusqu'en novembre 1940, date à laquelle le parc devient un camp pour les soldats canadiens .

## Description
Dorfold Hall est un bâtiment de deux étages sur un plan à double pile en brique rouge avec des parements en pierre. La façade principale présente un centre en retrait avec deux petites ailes et de grandes fenêtres,.

### Terrains

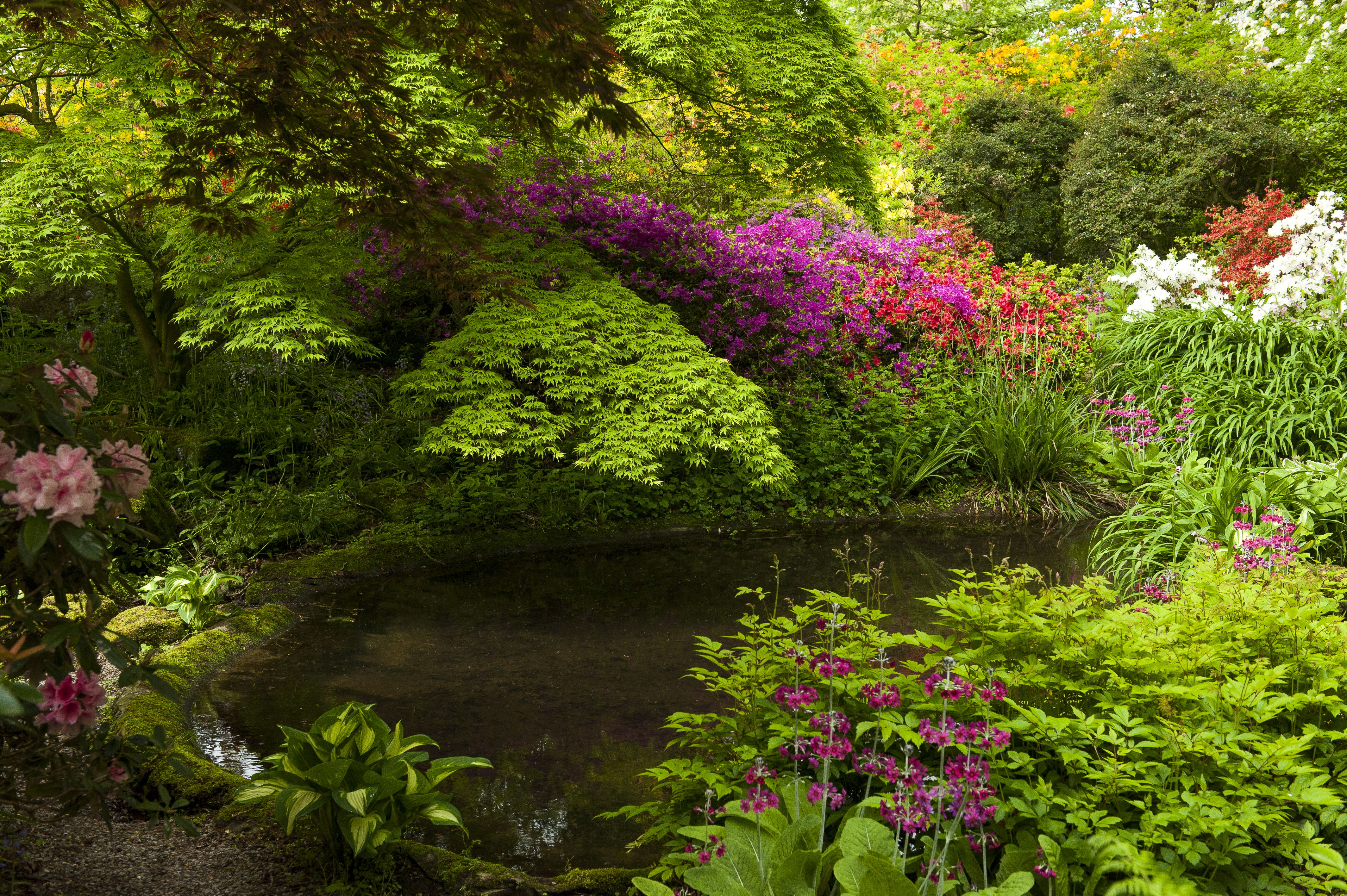
Le Dell victorien

Le registre national des parcs et jardins historiques classe 8 hectares de terrain au grade II. Le parc comprend un lac.
Une passerelle classée grade II * maintenant située dans le mur à l'ouest de la salle appartenait autrefois aux hospices de Sir Roger Wilbraham à Nantwich. Le portail en fer forgé présente un motif de soleil avec volutes ; il se dresse dans une ouverture en pierre moulurée flanquée de niches contenant les bustes du roi Jacques Ier et d'Anne de Danemark et surmontée de lions. Plusieurs autres bâtiments du parc sont également classés au grade II. La plus ancienne d'entre elles est une glacière avec une chambre souterraine circulaire tapissée de briques rouges qui date probablement de la fin du XVIIIe siècle.

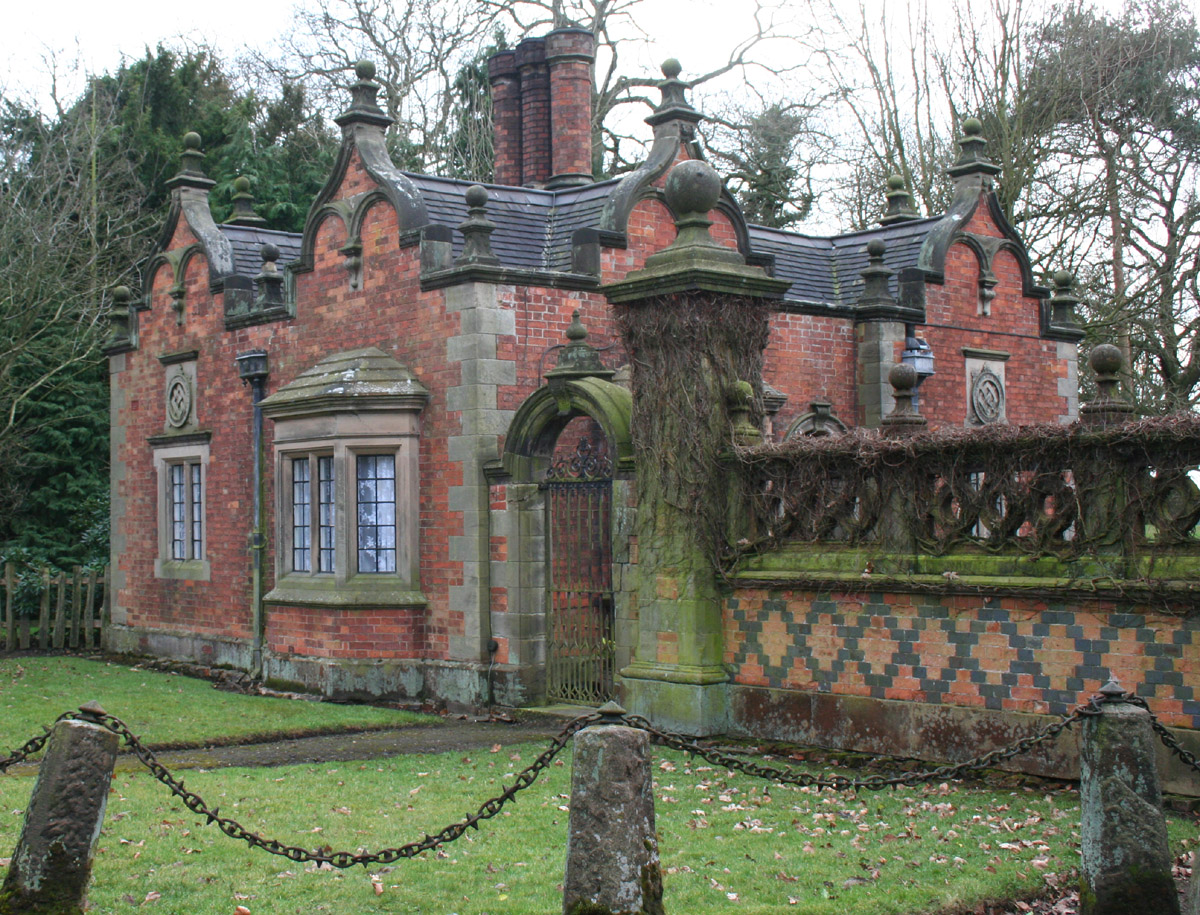
Loge de porte de Dorfold Hall

La reconstruction du terrain par William Nesfield en 1861-1862 aboutit à plusieurs structures qui sont maintenant répertoriées. Le pavillon de porte de style jacobéen sur Chester Road est en brique rouge avec des pansements en pierre et une décoration en brique bleue. La tour de l'horloge au-dessus de la remise comporte des cadres en pierre pour les cadrans de l'horloge et est surmontée d'un faîteau en bois avec une girouette. Une grande statue en fer d'un dogue avec des chiots recouvrant un bol de nourriture se dresse sur le parvis de la salle; il est attribué à Pierre Louis Rouillard et provient de l'exposition de Paris de 1855.

### Domaine

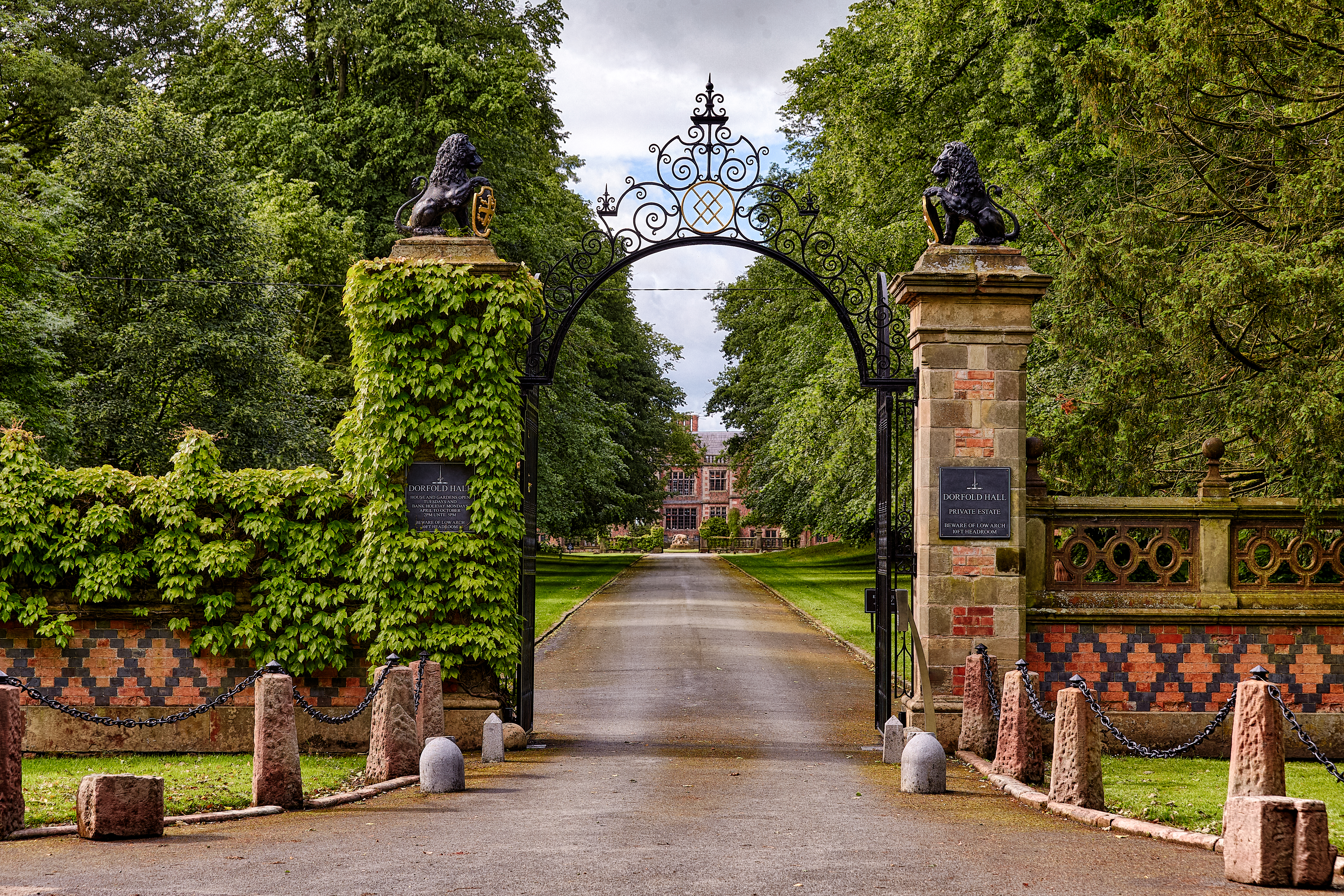
Portes principales

Le domaine Dorfold couvre une grande partie de la paroisse civile d'Acton et comprend des fermes, des terres agricoles, des bois et des parcs historiques.
Dorfold Dairy House était autrefois la ferme familiale du domaine; un bâtiment de trois étages, trois travées, en forme de U en brique rouge datant de la fin du XVIIe siècle, il est classé au grade II*. Le bâtiment de ferme adjacent en briques rouges est classé grade II. Madame's Farm est toujours une ferme en activité et est un bâtiment de trois étages, trois baies, en forme de T en brique rouge, il est classé au grade II.
Dorfold Hall Park accueille le Nantwich and South Cheshire Show annuel, un salon agricole d'une journée avec des stands commerciaux et des présentoirs organisés par la Nantwich Agricultural Society. En 2006, l'événement a attiré environ 32 000 visiteurs. Le salon comprend les Nantwich International Cheese Awards, créés en 1897 et prétendument la plus grande exposition de fromages d'Europe  .